# Ceratozetella imperatoria
Ceratozetella imperatoria är en kvalsterart som först beskrevs av Aoki 1963.  Ceratozetella imperatoria ingår i släktet Ceratozetella och familjen Ceratozetidae.

## Underarter
Arten delas in i följande underarter:
- C. i. imperatoria
- C. i. magna